# Maillé Brézé (Schiff, 1933)
Die Maillé Brézé (benannt nach Jean Armand de Maillé-Brézé) war ein Großzerstörer (franz. Contre-Torpilleurs) der Vauquelin-Klasse der französischen Marine. Am 30. April 1940 sank sie, bei einem Unfall mit eigenen Torpedos schwer beschädigt, im Hafen.

## Maschinenanlage
Die Antriebsanlage der Maillé Brézé bestand aus vier Penhoët-Kesseln und zwei Parsons-Turbinen. Diese trieben über zwei Wellen die beiden Schrauben an. Die Maschinen leisteten 64.000 WPS. Damit konnte eine Geschwindigkeit von 36 kn (etwa 67 km/h) erreicht werden.

## Bewaffnung
Die Hauptartillerie der Maillé Brézé bestand aus fünf 13,86-cm-Geschützen L/40 des Modells 1927 in Einzelaufstellung. Diese Kanone konnte eine 40,4 Kilogramm schwere Granate über eine maximale Distanz von 19.000 m feuern. Als Flugabwehrbewaffnung verfügte die Maillé Brézé bei Indienststellung über vier 3,7-cm-Flugabwehrkanonen (L/60) des Modells 1925 in Einzelaufstellung und vier Maschinengewehre 13,2 mm/76 Hotchkiss M1929 in Doppelaufstellung. Als Torpedobewaffnung verfügten die Zerstörer über sieben Torpedorohre in einer Dreiergruppe und zwei Doppelgruppen für den Torpedo 23DT Toulon. Zur U-Jagd besaß die Maillé Brézé zwei Wasserbombenwerfer am Heck mit zusammen 36 Wasserbomben und konnte bis zu 40 Seeminen aufnehmen.

## Unfall vom 30. April 1940

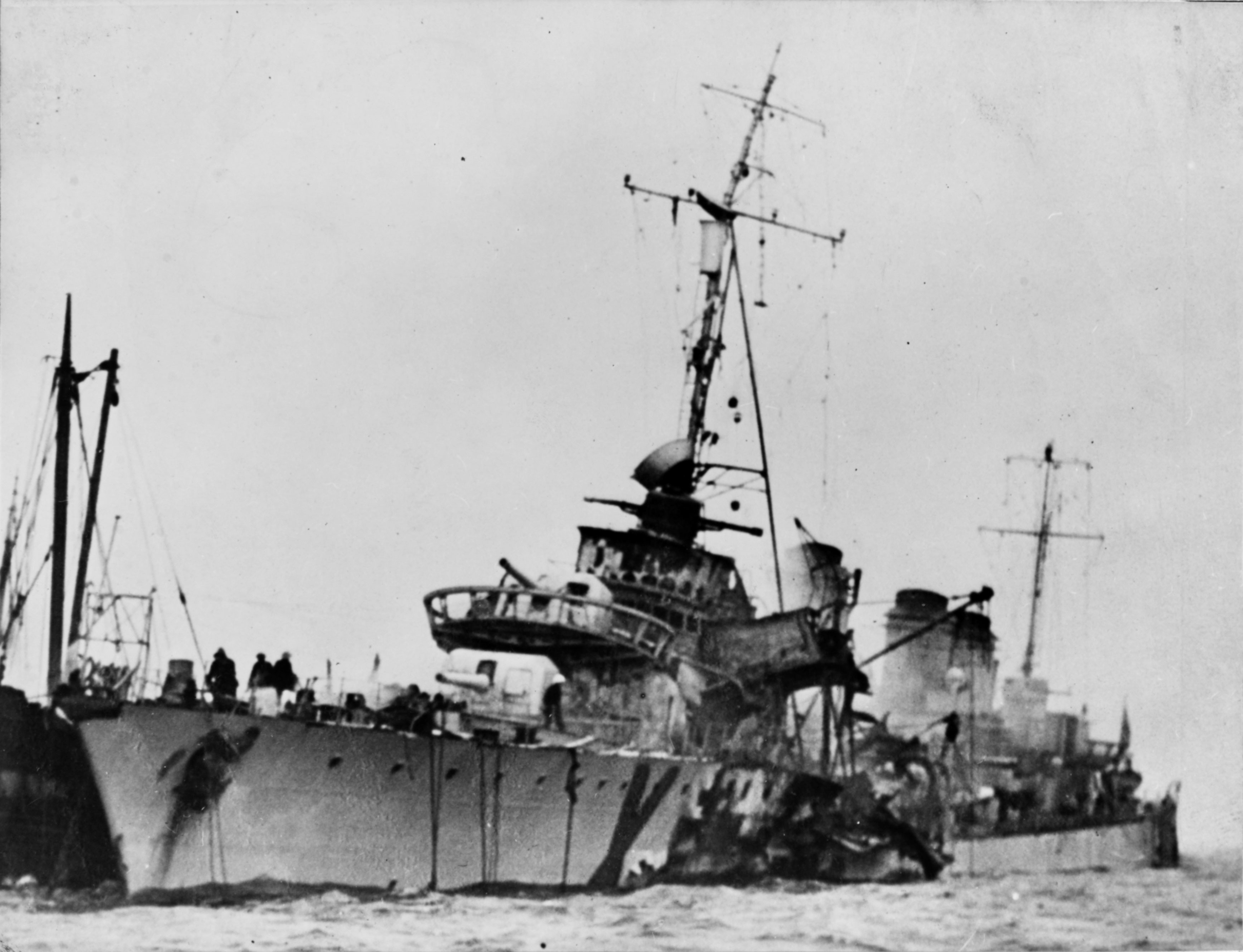
Die brennende Maillé Brézé (30. April 1940)

Am 30. April 1940 um 14:15 Uhr lag die Maillé Brézé im Hafen von Greenock in Schottland. Aus ungeklärter Ursache explodierten zwei eigene Torpedos auf der Backbordseite des Schiffes. Diese Explosionen verursachten schwere strukturelle Schäden und ein Großfeuer an Bord. Das Feuer erfasste die vorderen Öltanks und das vordere Munitionsmagazin, welches allerdings nicht explodierte. Um 15:15 Uhr verließ die Besatzung das noch immer brennende Schiff, mit Ausnahme einer Anzahl Matrosen, die in der Messe des Schiffes festsaßen. Gegen 16:30 Uhr kehrte ein Teil der Besatzung zurück an Bord, um die hinteren Magazine zu fluten. Erst gegen 19:30 Uhr hatte die Feuerwehr von Greenock das Feuer unter Kontrolle. Zu diesem Zeitpunkt lag die Maillé Brézé schon so tief im Wasser, dass das vollständige Sinken nicht mehr verhindert werden konnte. Das Schiff sank, ohne dass die eingeschlossenen Besatzungsmitglieder gerettet werden konnten. Bei dem Unfall kamen insgesamt 27 Seeleute ums Leben, und 47 wurden zum Teil schwer verletzt. Da das Schiff abseits der Fahrrinne lag, wurde es vorerst nicht gehoben.

## Verbleib des Wracks
1953 wies das Transportministerium (eng. Ministry of Transport) das Board of Admiralty an, die Bergung des Wracks zu untersuchen. Grund war die Gefahr austretenden Öls und die unklare Sachlage über verbliebene Munition an Bord. Nachdem ein Großteil der Deckaufbauten entfernt worden waren, gelang es, das schlammgefüllte Schiff in der Nacht vom 3. auf den 4. August 1954 aufschwimmen zu lassen. Am nahe gelegenen Strand wurden dann die Ölbunker gelenzt, mehr als 41 Tonnen Munition geborgen und weitere 508 Tonnen sonstiges Material von Wrack entfernt. Am 15. August wurde der Rest der Maillé Brézé nach Port Glasgow geschleppt und dort abgebrochen.

## Gedenkstätten

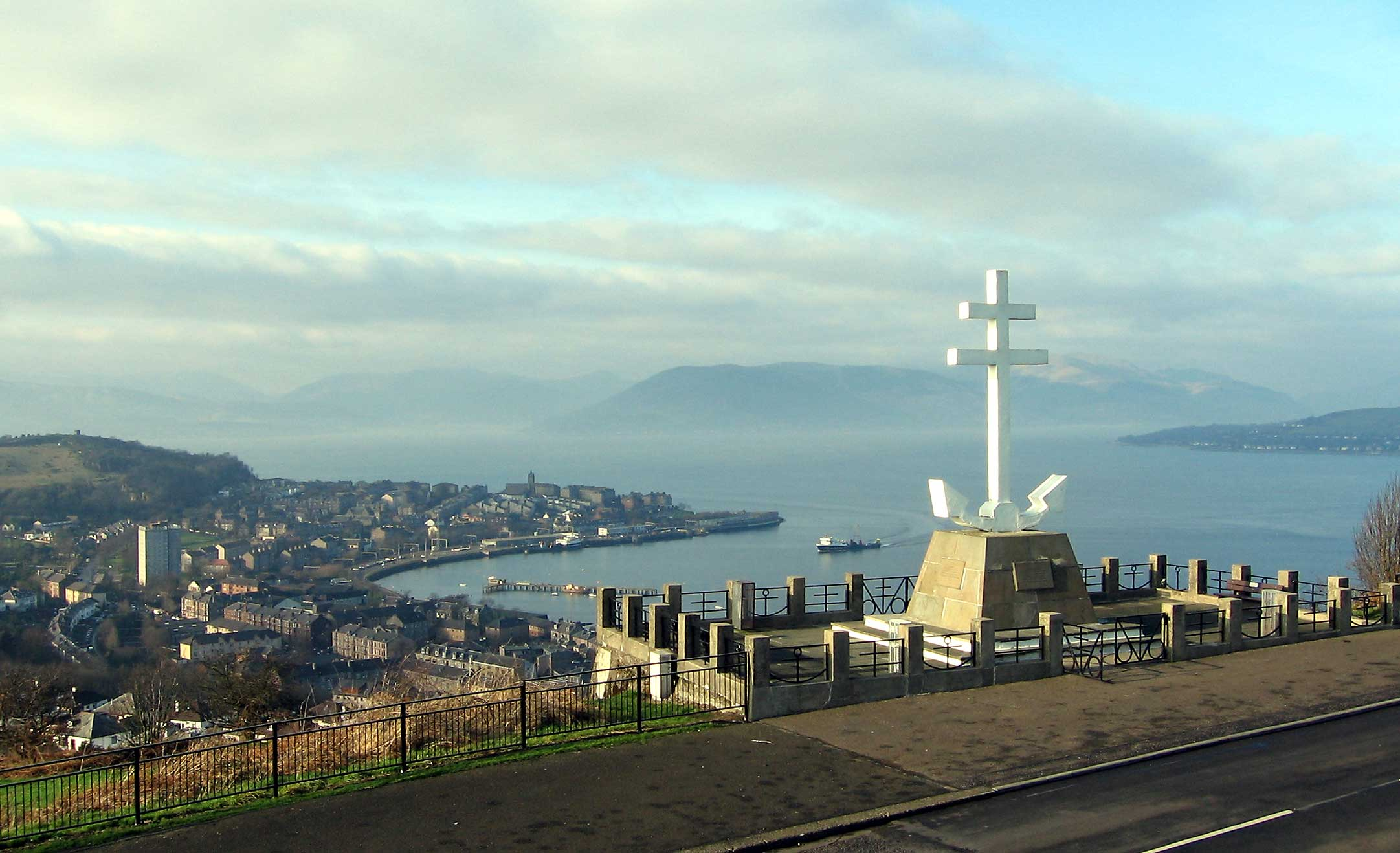
„Free French Memorial“ auf Lyle Hill in Greenock

Auf dem Lyle Hill in Greenock wurde das „Free French Memorial“ in Gedenken an die verstorbenen Franzosen errichtet. Dies ist eine Besonderheit, da zum Zeitpunkt des Unglücks Frankreich noch nicht kapituliert hatte. Die Maillé Brézé fuhr zu diesem Zeitpunkt noch unter der Flagge der regulären französischen Marine. Weiterhin gibt es eine Gedenkstätte auf dem Brookwood Cemetery in Surrey, England. Dort befindet sich ein schlichtes weißes Kreuz auf einer Marmorplatte. Darauf ist in kurzen Worten das Unglück geschildert, und alle Toten und Verletzten sind namentlich genannt.